# Notturno in la bemolle (Skrjabin)
Il Notturno in si bemolle maggiore di Aleksandr Nikolaevič Skrjabin  fu scritto dal 1884 al 1886 circa (quando Skrjabin aveva circa dodici anni) ed è privo di numero di opus. Fu trovato nella tenuta di Nikolai Zverev da Leonid Sabaneev e pubblicato da lui nel 1910 nella pubblicazione musicale Muzyka.
Il pezzo è composto da 43 battute nel tempo metronomico di 6⁄8.